# 吉田五郎
吉田 五郎（よしだ ごろう、1900年 - 1993年）は、日本の技術者で、キヤノンのルーツである精機光学研究所の創業者の一人。

## 来歴
広島県福山市出身。小学生からカメラを分解し組み立てるというカメラ少年で、これが病みつきになり福山中学（現・福山誠之館高校）を学業半ばにして上京。
機械知識を生かして光学精密機械の輸入商社に出入りしたのが切っ掛けで映画の世界に入り、映写機関係の仕事に身を託した。この期の技術習得が実を結び、昭和の初めには映写機の修理、改良の域を脱し、製作にも手を伸ばしていた。日本初の本格的なトーキー映画といわれる『マダムと女房』（1931年）で使われた土橋式の録音機は土橋武夫・土橋晴夫兄弟の製作した物であるが、再生機は吉田が中国の上海で買って来た物が使われたという。
この時期の映写機は全て外国製であったため、製品の買い付けや部品調達に上海に何度も足を運ぶ。その折、アメリカ商人から「お前の国には素晴らしい軍艦がある。あれだけの軍艦をつくるんだったら、この機械だってつくれないことはない」とからかわれ、当時、20代の意気盛んな吉田は、「潜水艦でも何でもつくれるのに、あんなライカみたいにちっぽけなカメラをつくれない法はない」と奮起、これがカメラづくりの動機、出発点となる。
吉田の狙いはライカとコンタックスであったが、世界に冠たるドイツの精密機械を向うに回し、当時の発展途上の技術でそれに立ち向かうのは蟷螂の斧に等しかった。吉田は工面して入手したカメラをばらし、中身の研究から始めたが、このような高級カメラをつくるためには、多額の資金が必要となる。吉田が創業の相手に選んだのが当時、山一證券の外務員として株式で巨額の収益をあげていた義弟の内田三郎であった。内田はカメラなどにはまったく興味がなかったが、証券の売買関係で知遇を得ていた鮎川義介の「資源の少ない我邦では、光学精密機械とか純度の高い化学工業が有望である」という事業観に影響され吉田の申し出を承諾した。
こうして1933年、世界一の高級カメラ作りに情熱を燃やし、内田と共に東京・六本木の木造アパートの三階を借りて「精機光学研究所」を創立。創業は二人のみによるもので研究所の命名者は吉田、内田の知人・御手洗毅からも運営資金の一部を支援された。発足後、所内をまとめるため、翌1934年に内田の大阪時代の部下・前田武男が入所。吉田はライカを分解解体し、中身を図面に興し、部品を調達するというやり方で学びとった。東京周辺にある旋盤加工や、ミーリング加工、プレス加工、鋳物、絞り、彫刻、メッキ、レンズ研磨など、カメラ作りに必要な部品加工工場を片っ端から訪ね歩いた。
この時期の日本には、ドイツに見合うだけの技術力はなかったが、日本におけるカメラ作りがこうして始まったのである。同年、国産で初めての35ミリフォーカルプレーンシャッターカメラ「Kwanon（カンノン）」を試作。カンノンと名付けたのは、吉田が熱心な観音経信者であったからで、小型カメラにKWANON、そのレンズにKASYAPA（カサパ:釈迦の弟子のひとりである迦葉に由来）という名を付けた。キヤノンの社名は、このカンノンに由来するもの。1934年、「Kwanon（カンノン）」を、アサヒカメラ6月号の広告に掲載、キャッチフレーズは「潜水艦は伊号、飛行機は九二式、カメラはKwanon、皆世界一」という勇ましいものであった。これら広告の図案も文案もすべて吉田がつくったという。
しかし、一向に製品は完成せず、内田に技術者不信がつのる。内田には技術内容が分からないため「精機光学研究所」に外部評価という手法を導入し「精機光学研究所」の近所にあった赤坂歩兵第1聯隊中隊長、山口一太郎陸軍大尉を技術指導に招く。山口は陸軍光学兵器のエキスパートだった。吉田は山口と折り合いが悪く、内田に使途不明金を追及された事件（後に濡れ衣と分かる）もあって同年秋9月末、吉田は僅か一年で研究所を去り、東京・京橋区木挽町に吉田研究所を開く。当時国産ライカをつくった男として評判を得て、日活、松竹、大映といった大手映画会社の依頼により、ミッチェル、ベル&ハウエル、パルボ、コダック等の著名な外国製映画用撮影機材の改造、修理等を引き受け、空襲で焼け出されるまで営業を続たという。
その間、精機光学元社員熊谷源二らが設立した光学精機(ヤシカ・現京セラの源流のひとつ)のニッポンカメラ開発に協力し完成品は海軍に採用された。戦後は、アキハバラデパートで外商の売掛金の集金係として晩年まで働いていた。その頃にはカメラについて全く語ることはなかった。
精機光学研究所はその後、医師でもあった御手洗毅を中心に発展し1947年、キヤノンカメラと社名を変更（1969年キヤノン株式会社に変更）、今日に至る。
なお、現在キヤノンが収蔵している「カンノンカメラ」は昭和30年代に大阪の中古カメラ店で発見されキヤノンに買い上げられたものであるが、吉田の手になるカメラに似ているものの、キヤノン社側からの問い合わせに対し、吉田は具体的な証拠を挙げて、自分の作ったボディーではない、と否定している（レンズは吉田のものだとしている）。

## 脚註
1. 1 2 3  『日本の創業者 近現代起業家人名事典』p94
2. 1 2 3 4 5 6 7  『キヤノン史 - 技術と製品の50年』 p2-9
3. 1 2 3  『創業―なぜ消えた!? キヤノンの創業者』p63-81
4. 1 2 3 4 5 6 7 8 9  小倉磐夫『国産カメラ開発物語―カメラ大国を築いた技術者たち』 p26-52
5. 1 2  『日本会社史総覧 下巻』p1297
6. 1 2  『創業―なぜ消えた!? キヤノンの創業者』p51、96-129
7. 1 2  1933-1936 キヤノン誕生の時代『キヤノンカメラ史』キヤノンカメラミュージアム
8. 1 2 3  進化の経営史: 人と組織のフレキシビリティp264-267
9. ↑  “キヤノンのいまができるまで”. Canon. 2013年6月8日時点のオリジナルよりアーカイブ。2022年3月30日閲覧。
10. 1 2  『カメラと戦争 光学技術者たちの挑戦』p51-56
11. ↑  『クラシックカメラ専科 カメラレビュー 61号』p114